# Сабольч Барані
Сабольч Барані (угор. Szabolcs Baranyi; 31 січня 1944 — 3 червня 2016) — колишній угорський тенісист.
Найвищу одиночну позицію світового рейтингу — 94 місце досяг 26 вересня 1973 року.
Найвищим досягненням на турнірах Великого шолома було 4 коло в одиночному розряді.

## Фінали за кар'єру

### Парний розряд (2 поразки)
| Результат | В-П | Дата     | Турнір          | Покриття   | Партнер    | Суперники                     | Рахунок       |
| --------- | --- | -------- | --------------- | ---------- | ---------- | ----------------------------- | ------------- |
| Поразка   | 0–1 | Лют 1973 | Калгарі, Канада | Indoor     | Петер Соке | Майк Естеп Іліє Настасе       | 7–6, 5–7, 3–6 |
| Поразка   | 0–2 | Лют 1979 | Лінц, Австрія   | Тверде (i) | Петер Соке | Патріс Домінгес Жіль Мореттон | 1–6, 4–6      |